# Alpaka (zwierzę)

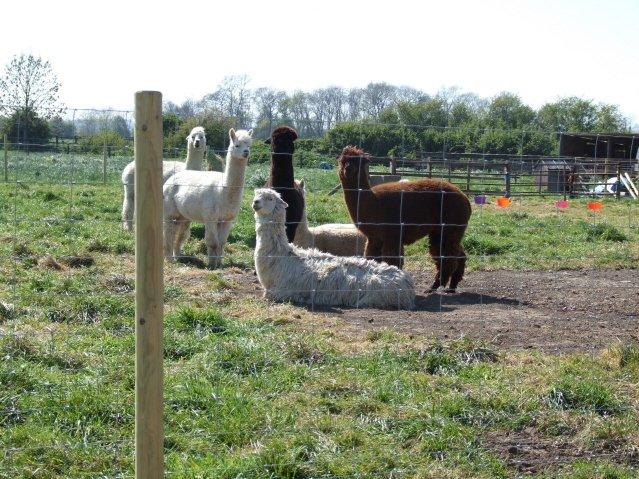
Stado alpak na pastwisku w Great Carlton w Anglii

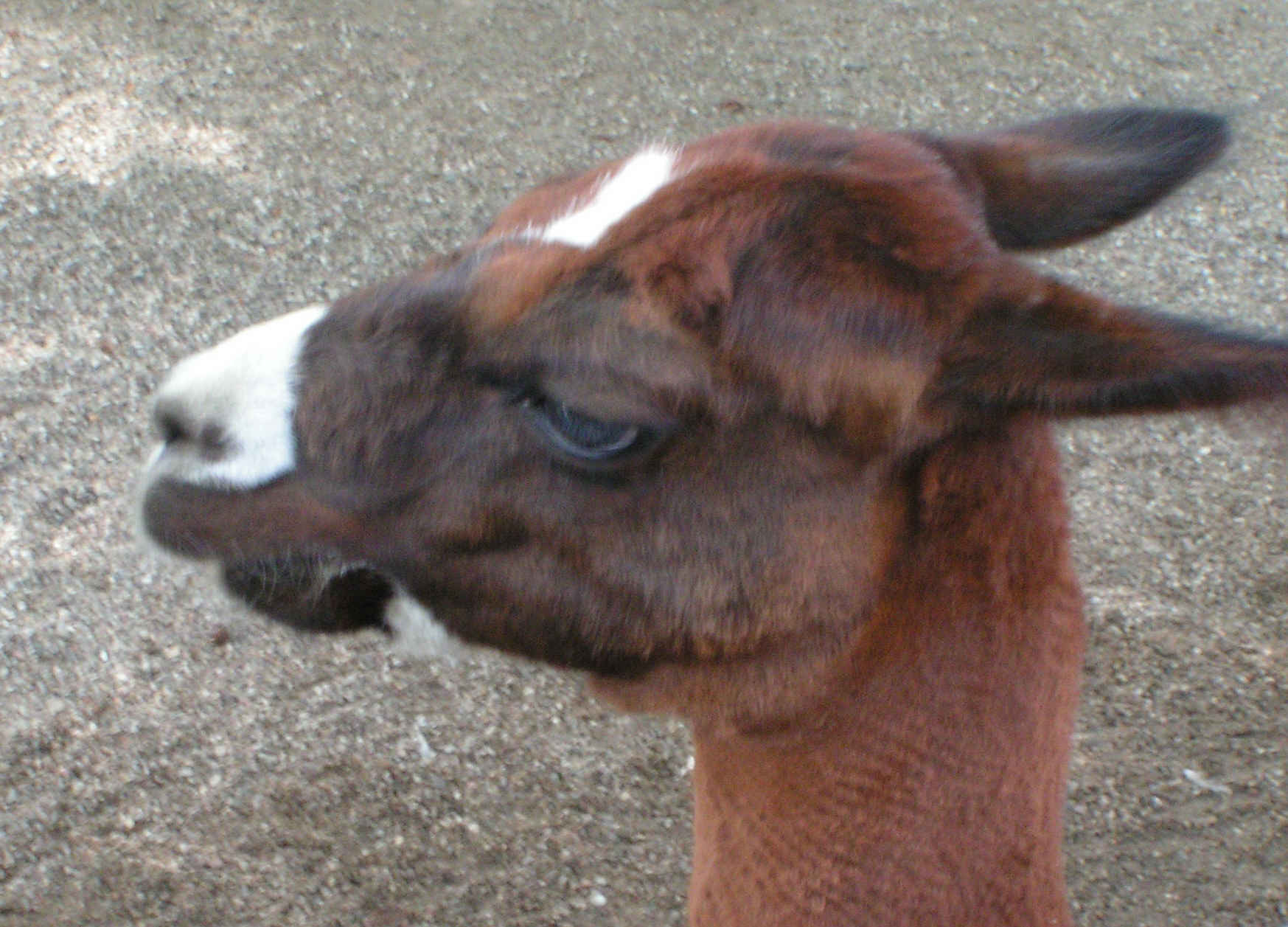
Głowa alpaki z bliska

Alpaka (Lama pacos) – udomowiony południowoamerykański, trawożerny gatunek ssaka parzystokopytnego z rodziny wielbłądowatych (Camelidae). Zwierzę udomowione, hodowane dla wełny i mięsa, przypomina nieco lamę, ale jest od niej mniejsza i z budowy ciała bardziej podobna do owcy.

## Taksonomia
Gatunek po raz pierwszy zgodnie z zasadami nazewnictwa binominalnego opisał w 1758 roku szwedzki przyrodnik Karol Linneusz nadając mu nazwę Camelus pacos. Miejsce typowe to Peru. Linneusz swój opis oparł na wcześniejszych opracowaniach różnych autorów.
Ostatnie analizy DNA (sekwencje mtDNA i jądrowe markery mikrosatelitarne) wykazały, że alpaka została udomowiona z podgatunku L. vicugna, L. v. mensalis. Wykopaliska archeologiczne w Telarmachay w środkowych Andach w Peru wskazują, że został udomowiony 5500–6500 lat temu przez społeczność łowców-zbieraczy. Nie rozpoznano podgatunków ale rozpoznawane są dwie odrębne rasy: Huacaya i Suri.

### Etymologia
- Lama: peruwiańska nazwa llama dla lamy, od keczuańskiej nazwy llama dla lam[6].
- pacos: peruwiańskie nazwy paco, pacos dla lam, zaadaptowane przez Buffona w 1765 roku[7].

## Występowanie
Alpaki są zwierzętami stadnymi, które hodowane są w całej Ameryce Południowej. Zazwyczaj jednak żyją w umiarkowanych warunkach w środkowych Andach od środkowego Peru do środkowej Boliwii i północnego Chile na wysokości od około 3500 do 5200 m n.p.m. Nie są ograniczone do określonego środowiska, co sprawia, że są łatwe w utrzymaniu i występują na wielu obszarach.
Większość światowej populacji alpak żyje w regionie Altiplano Peru-Chile-Boliwia w Ameryce Południowej. Najwięcej, bo ponad połowa na świecie znajduje się w Peru i liczy 3,3 mln sztuk, 420 tys. żyje w Boliwii oraz 45 tys. w Chile. W związku z tym, że nie występują u nich problemy z aklimatyzacją zwierzęta te występują także na innych kontynentach (Stany Zjednoczone, Australia, Nowa Zelandia, Kanada i Europa) gdzie zostały importowane w latach 1980–1990. 

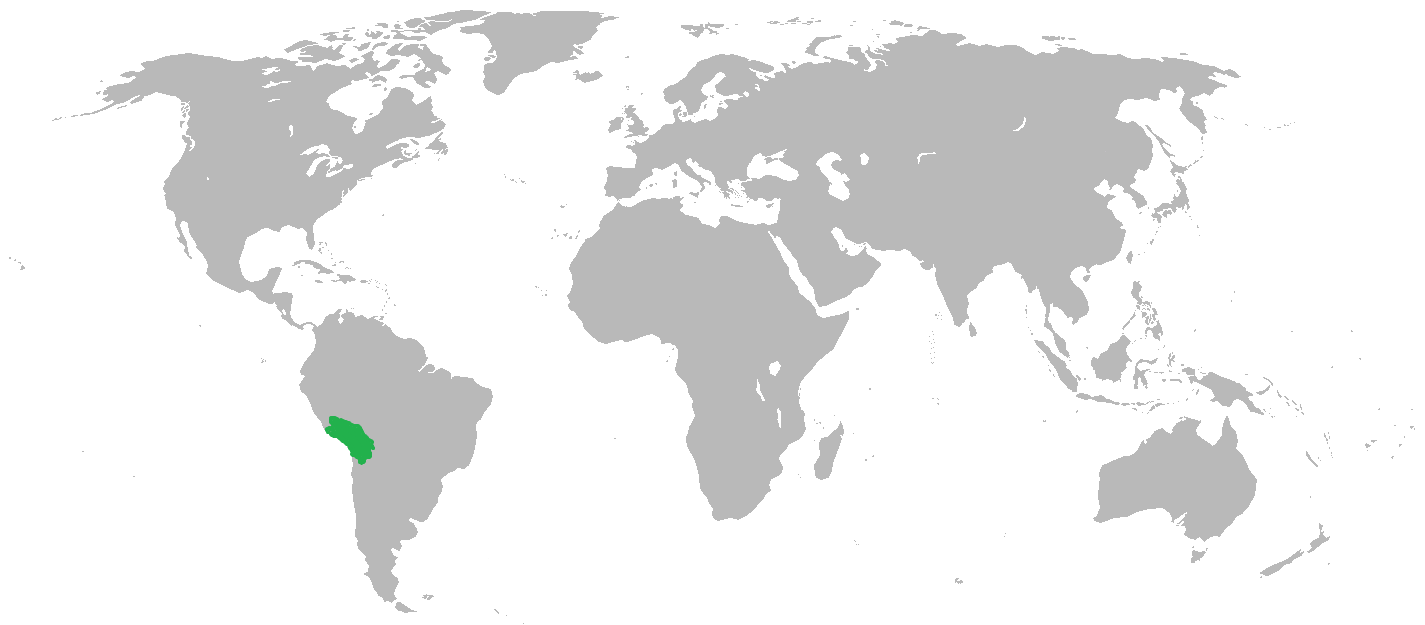
Obszar pochodzenia alpak

## Wykorzystanie
Alpaki były hodowane ze względu na ich futro, z którego wytwarza się dzianiny i tkaniny. Jest to jedwabiste włókno naturalne, cieplejsze i bardziej delikatne od owczej wełny. Włókno alpak nie zawiera lanoliny, czyli wosku wydzielanego przez gruczoły łojowe z wełny zwierząt, dzięki czemu jest hipoalergiczne. Proces wytwarzania włókna alpak jest podobny do procesu wytwarzania owczej wełny. Pozyskuje się materiał, z którego następnie produkowane są m.in. ludowe stroje.

## Charakterystyka
Ciało alpaki osiąga 114–150 cm długości ciała i 18–25 cm ogona, przy wysokości w kłębie 85–90 cm i masie ciała 55–65 kg. Ubarwienie różnorodne (22 kolory), najczęściej czarne lub brązowo-czarne, czasem białe. Alpaki są zwierzętami socjalnymi tworzącymi grupy rodzinne złożone z dominującego samca, kilku samic i ich potomstwa.
Ciąża u alpaki trwa około 335–340 dni, rodzi zazwyczaj jedno małe. Alpaki żyją około 15–25 lat. Hodowana w dużych stadach, na mięso i przede wszystkim wełnę. Właśnie dla tego surowca przystosowano ją do życia w Europie. Sierść alpaki wyróżnia się jedwabistym połyskiem. Występują dwie rasy alpak – suri i huacaya, różnią się okrywą włosową. Włosy suri dorastają do 50 cm długości. Z wełny alpaki produkuje się koce, poncza oraz wysokiej klasy odzież.
Mają bardzo łagodny charakter, przez co nadają się do pracy z dziećmi cierpiącymi na ADHD i z porażeniem mózgowym. Jednocześnie aktywnie walczą z drapieżnikami, co sprawia, że w Europie wykorzystuje się je do ochrony stad owiec.

## Hodowla
Według źródeł archeologicznych lamy i alpaki zostały udomowione ok.  4000–5000 lat p.n.e. w rejonie peruwiańsko-boliwijskiego Altiplano. Alpaka hodowana jest w Andach na obszarze od południowego Peru, Chile po północną Boliwię. Dzięki lepszej od owczej wełnie i dobremu mięsu są hodowane także w innych regionach świata, także w Polsce. Nie niszczą pastwisk za sprawą miękkich poduszek kopyt, a dzięki dwudzielnej wardze, jedząc rośliny, nie wyrywają ich korzeni z ziemi. Przystosowane są do klimatu wysokogórskiego, a do wyżywienia wystarczą im słabe gleby piątej i szóstej klasy o niewielkim areale – na jednym hektarze jest w stanie utrzymać się około 20 sztuk alpak. Wytrzymują trudne zimy dzięki wełnie odpornej na mroźny klimat, która dłużej zatrzymuje ciepło. Ponadto nawóz alpak z dobrym skutkiem można wykorzystać w ogrodnictwie.